# ピーター・バーンズ
ピーター・サイモン・バーンズ（Peter Simon Barnes、1957年6月10日 - ）は、イングランド出身のサッカー選手。同じくサッカー選手であるケン・バーンズの息子である。

## 選手経歴
マンチェスターで生まれ、地元のクラブであるマンチェスター・シティに加入し、1974-75シーズンにトップチームデビューを飾った。19歳で出場した1976年のリーグカップの決勝ではゴールを挙げ、チームも2-1で勝利し、同シーズンにはPFA年間最優秀若手選手賞を受賞した。1979年にマルコム・アリソンにより、ウェスト・ブロムウィッチ・アルビオンに752,000ポンドで放出された。ウェスト・ブロムが支払ったこの移籍金の額は20年近く破られなかった。
1979-80シーズンにはウェスト・ブロム内のトップスコアラーとなったが、1981年にリーズ・ユナイテッドに移籍してからは、このシーズン以上の活躍を見せることはなかなかできなかった。リーズの監督であったアラン・クラークは、バーンズをフォワードとして起用したが、バーンズは新しいポジションに馴染めず1ゴールしか挙げられなかった。バーンズはイングランド代表チームのレギュラーであったが、彼を良く思わない選手がクラブで活躍していないことを盾にロン・グリーンウッドに彼を外すように圧力をかけた。
リーズが2部に降格し、スペインのクラブチームであるレアル・ベティスにレンタル移籍したが、バーンズはスペインでの生活に馴染めず、年が明けるとリーズに復帰した。ディヴィジョン2で27試合に出場し、4ゴールを挙げた。翌シーズンには、50,000ポンドでコヴェントリー・シティに加入し、29試合で8ゴールを挙げた。ロイ・アトキンソンはマンチェスター・ユナイテッドのために彼を獲得し、そこではイェスペル・オルセンのバックアッパーとして十分な活躍を見せた。在籍2年間で25試合に出場し、10ゴールを挙げた。
アトキンソンからアレックス・ファーガソンに監督が交代すると、バーンズは居場所をなくし、1987年にマンチェスター・シティに復帰した。しかし、すぐに構想から漏れ、ボルトン・ワンダラーズとポート・ヴェイルにレンタルで出された

。ハル・シティ、ボルトン、サンダーランドにそれぞれ短い期間であったが所属し、APSLのタンパベイ・ローディーズに加入した後に、バリーと契約を結ぶことが出来ず、複数のクラブを渡り歩いた後に、ノンリーグのモスリーに行きついた。
現役を引退してからは、リンカーンで監督を務めた後に、マンチェスター・シティや地元のラジオ局で働いた。

## 所属クラブ
- マンチェスター・シティFC 1975-1979
- ウェスト・ブロムウィッチ・アルビオンFC 1979-1981
- リーズ・ユナイテッドAFC 1981-1984

→ レアル・ベティス (loan) 1983-1984
→ コヴェントリー・シティFC (loan) 1984
- マンチェスター・ユナイテッドFC 1985-1986
- マンチェスター・シティFC 1986-1987

→ ボルトン・ワンダラーズFC (loan) 1987
→ ポート・ヴェイルFC (loan) 1987
→ ウィンブルドンFC (loan) 1987-1988
- ハル・シティAFC 1988
- SCファレンセ 1988
- ボルトン・ワンダラーズFC 1988
- サンダーランドAFC 1988-1989

→ ストックポート・カウンティFC (loan) 1989
- ハムルーン・スパルタンズFC 1989
- ベリーFC 1989
- ドロヘダ・ユナイテッドFC 1989
- タンパベイ・ローディーズ 1990
- スタッフォード・レンジャーズFC 1990
- ノースウィッチ・ヴィクトリアFC 1990
- レクサム 1991
- モスリーAFC 1991
- クリフトンビルFC 1992-1993